# Dolichoderus taprobanae
Dolichoderus taprobanae es una especie de hormiga del género Dolichoderus, subfamilia Dolichoderinae. Fue descrita científicamente por Smith en 1858.
Se distribuye por Borneo, China, India, Indonesia, Laos, Malasia, Nepal, Sri Lanka y Vietnam. Se ha encontrado a elevaciones de hasta 740 metros.